# Snowman
Snowman – polski zespół muzyki alternatywnej.
Poznański zespół powstał pod koniec 2002 r. z inicjatywy Adama Brzozowskiego i Michała Kowalonka. Oprócz rocka alternatywnego muzykę, którą tworzy, grupa nazywa „melodramatyczną piosenką popularną”. Grali na wielu uznanych festiwalach i występach, m.in.: Gdynia Summer Jazz Days, trzykrotnie na Malta Festival, Opener 2011, Pol’and’Rock Festival, Nowe Nurty, Globalbeat, Festiwal Rockowy Węgorzewo, Festiwal filmowy Dwa Brzegi 2010, Niewinni Czarodzieje 2010, Festiwal w Jarocinie, Europrowincjonalia, TR Warszawa, Prezydencja 2011. Wygrali konkurs Off Festiwalu. Supportowali występy w Polsce: Archive, Karate oraz Yanna Tiersena. Są laureatami przeglądu zespołów niezależnych „Młode Wilki”, organizowanego przez Klub Stodoła, Samorząd Studentów PW oraz Urząd Miasta Warszawa. W 2010 r. stworzyli eksperymentalny i unikatowy na polskim rynku muzyczny projekt Lumikulu z udziałem dzieci. Muzyka grupy Snowman towarzyszy spektaklom Teatru Usta Usta – Republika: Driver, Cadillac, Alicja 0-700..., Ambasada. Ponadto tworzą własną ścieżkę dźwiękową do filmów kina niemego: „Nosferatu: symfonia grozy”, „Gabinet Dr Caligari” i „Niebezpieczny romans”.

## Dyskografia
Albumy autorskie
| Rok  | Dane dot. albumu                                                  |
| ---- | ----------------------------------------------------------------- |
| 2008 | Lazy - Data: 3 listopada 2008 - Wydawca: Kartel Music             |
| 2011 | The Best Is yet to Come - Data: 7 listopada 2011 - Wydawca: Kayax |
| 2017 | Gwiazdozbiór - Data: 21 kwietnia 2017 - Wydawca: Musicom          |

Kompilacje
| Rok  | Album                     | Utwór             |
| ---- | ------------------------- | ----------------- |
| 2008 | Offensywa 3               | „Name Day!”       |
| 2008 | We Are from Poland vol. 3 | „Lazy”            |
| 2008 | Alternativepop vol. 1     | „Combustion Lane” |
| 2012 | Męskie Granie 2011        | „Bzdurrra”        |

## Notowane utwory
| Rok  | Tytuł                 | LP3 | UWM | Turbo Top | Album                   |
| ---- | --------------------- | --- | --- | --------- | ----------------------- |
| 2012 | Niezmiennie           | –   | 1   | –         | The Best Is yet to Come |
| 2017 | Spadam z nieba        | –   | 31  | 1         | Gwiazdozbiór            |
| 2017 | Gwiazdozbiór Strzelca | 46  | –   | 1         | Gwiazdozbiór            |

## Nagrody i wyróżnienia
| Rok  | Kategoria | Tytułem | Nagroda                                         | Nota      | Źródło |
| ---- | --------- | ------- | ----------------------------------------------- | --------- | ------ |
| 2009 | Debiut    | Snowman | Nagroda Muzyczna Programu Trzeciego – „Mateusz” | Nominacja | [ 9 ]  |